# Luigi Pirotta
Luigi Pirotta, soprannominato Volpe Azzurra (Roma, 9 giugno 1900 – Roma, 29 marzo 1971), fu un dirigente ed educatore del Corpo Nazionale Giovani Esploratori Italiani (CNGEI) organizzandone la resistenza passiva dopo lo scioglimento imposto dal fascismo, e la sua successiva ricostituzione, dirigendolo come Capo Scout dal 1944 al 1954.

## Biografia
Fu sovrintendente dell'Archivio Storico Capitolino e della Biblioteca Romana, nonché vice segretario dell'Accademico di San Luca e socio onorario e membro corrispondente di varie istituzioni fra le quali l'Enciclopedia Britannica. Il Sistema Bibliotecario Nazionale italiano lo indica come autore di una quarantina di opere.
Fu tra i Capi del CNGEI che, all'avvento del fascismo, rimasero in carica fino all'ultimo per diramare alle sezioni l'ordine di scioglimento (31 marzo 1927). All'epoca era Commissario Centrale, mentre il Segretario Generale era Gino Massano e il Vice Capo Scout Carlo Ratti.
"Volpe Azzurra", questo il suo totem, dal 1928 tentò di riunire i Vecchi Lupi e i seniores in una nuova associazione clandestina, il Lupercale, prototipo delle molteplici forme che assunsero i vari gruppi di esploratori per poter continuare la loro attività scout durante il periodo della Giungla Silente e di cui Luigi Pirrotta divenne il riferimento principale.
Nel 1929 le autorità di pubblica sicurezza, venute in sospetto, avevano dato il via ad un'inchiesta in tutta Italia. Furono schedati i nomi di tutti gli iscritti all'istituzione e su di loro furono raccolte notizie ed informazioni e gli aderenti furono convocati, interrogati e perquisiti. Tra il 1931 e il 1932 la polizia impose lo scioglimento del Lupercale. Nel 1933 Pirotta fu diffidato dalla polizia ed espulso dall'amministrazione del Governatorato di Roma, di cui dal 1928 era vice segretario, per reato contro il capo del governo. Dopo nove mesi di disoccupazione ed a seguito di una nuova inchiesta disposta dal Ministero dell'Interno veniva riammesso in servizio, ma perdeva ogni anzianità ed emolumento.
Il 21 giugno 1944 gli scout si ritrovarono e fu costituito un "Comitato centrale provvisorio" del quale Pirotta fu presidente. Il 9 ottobre dello stesso anno Guido De Ruggiero, allora ministro della Pubblica Istruzione, accettò di ricoprire la carica di presidente del CNGEI  Il 4 novembre 1945 l'assemblea dei delegati al IV congresso del CNGEI nominava Luigi Pirotta Capo Scout nazionale.
Pirotta nei primi anni del dopoguerra attuò varie iniziative per le ripresa delle attività di CNGEI, tra le quali la costituzione di una commissione per la preparazione di un nuovo regolamento, che approvò e fece diffondere nel 1949. In questo contesto riscrisse anche la Legge e la Promessa scout. Rappresentò il Corpo in tutte le Conferenze Internazionali Scout e ne guidò il contingente al Jamboree della Pace di Moisson (1947) ed a quello di Bad Ischl (1951).
Lasciando l'incarico scrisse "Dopo centodue mesi di caccia scendo dalla Rupe del Consiglio (…) ho ubbidito al comandamento di Papà Akela, ho preso la guida dell'Istituzione nel baratro del 1944 e l'ho guidata fino alla celebrazione del suo quarantesimo anno di vita", riferendosi a Roberto Villetti.